# Alexander Ioffe
Alexander Dawidowitsch Ioffe, russisch Александр Давидович Иоффе (* 28. Juli 1938) ist ein sowjetisch-israelischer Mathematiker und Ingenieur. Er ist emeritierter Professor für Mathematik am Technion in Haifa.

## Leben
Ioffe studierte bis 1961 am Moskauer Staatlichen Luftfahrtinstitut. Danach studierte er bis 1966 Mathematik an der Staatlichen Universität Moskau und promovierte 1967 am Zentralen Aerohydrodynamischen Institut in Moskau.
Von 1961 bis 1972 war er am Moskauer Forschungs- und Entwicklungs-Institut für Radio-Industrie, sowie von 1969 bis 1972 an der Staatlichen Universität Moskau tätig. 1972 wurde Ioffe Assistenzprofessor am Moskauer Institut für Straßenbau. Seinen dortigen Lehrauftrag verlor er jedoch 1976, als er für sich und seine Familie den Antrag auf Ausreise nach Israel stellte. Im Januar 1988 durfte die Familie schließlich emigrieren. Ioffe war nun von 1988 bis 2006 Professor für Mathematik. Während seiner Karriere veröffentlichte er mehr als 130 Publikationen.
2006 verlieh ihm die Keiō-Universität die Ehrendoktorwürde. Ioffe ist verheiratet und hat zwei Kinder. Sein Sohn Dima ist ebenfalls Professor für Mathematik.

## Veröffentlichungen (Auswahl)
- mit Владимир М. Тихомиров: Теория Экстремальных Эадач. Наука, Moskau 1974.
- als Herausgeber mit Simeon Reich, Itai Shafrir: Calculus of variations and optimal control (= Chapman & Hall/CRC Research Notes in Mathematics. 411). Chapman & Hall/CRC, Boca Raton FL u. a. 2000, ISBN 1-58488-024-4 (Technion 1998).
- Variational Analysis of Regular Mappings. Theory and Applications. Springer, Cham 2017, ISBN 978-3-319-64276-5.